# El columpio (Goya, 1787)
La Balançoire
Pour les articles homonymes, voir La Balançoire.
El columpio (« La Balançoire ») est une peinture que Francisco de Goya a réalisée pour la promenade des ducs d'Osuna en 1786-1787.

## Analyse
Comme le reste de la série, la toile prend pour motif une scène populaire. Le reste de la série comprend : Le Mât de cocagne, La Chute, L'Attaque de la diligence, Procession de village, La Conduite d'une charrue et Apartado de toros.
Dans La Balançoire, un thème que Goya avait abordé plusieurs années avant avec La Balançoire, un groupe s'amuse au son de la guitare, joue et chante en extérieur. L'environnement clair et flou crée une atmosphère accueillante. Le panorama lumineux et la gamme chromatique se rapprochent de la technique employée pour les cartons pour tapisserie. Mais ici, le coup de pinceau est plus rapide et vigoureux, sans abonder en détail, comme le peintre le faisait auparavant.

## Patrimoine
La toile a été déclarée d'intérêt culturel par le ministère de la Culture le 24 juillet 1987.

## Vol
Le 8 août 2001, le tableau fut volé, ainsi que d'autres peintures et bijoux, dans la maison madrilène d'Esther Koplowitz (es). La femme d'affaires espagnole profitait de l'usufruit à la suite de son divorce d'avec Alberto Alcocer (es), le propriétaire du tableau. La peinture a été récupérée en juin 2002 dans la capitale espagnole. À cette époque, les experts l'estimaient à une valeur de 2 000 millions de pesetas (12 millions d'euros, environ).